# 求積儀

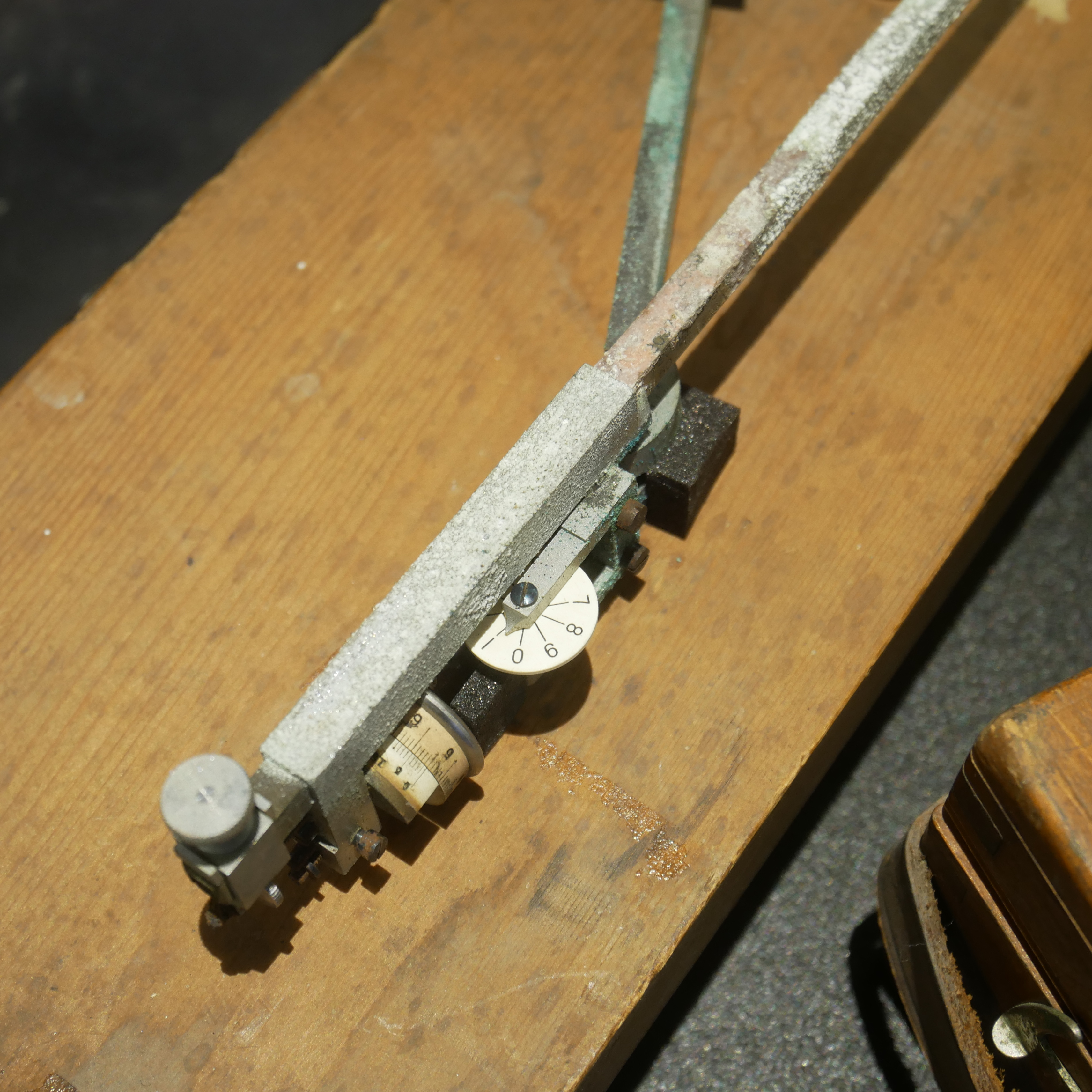
求積儀

求積儀，也稱为面积仪（英語：Planimeter），是量度面積的儀器，為量度不規則的平面面積而設。

## 原理
求積儀運用了格林公式：
{\displaystyle \oint _{C}M\,dx+N\,dy=\int _{S}\left({\frac {\partial N}{\partial x}}-{\frac {\partial M}{\partial y}}\right)\,dx\,dy}
应用于：
{\displaystyle \oint _{C}x\,dy-y\,dx}
或写为：
{\displaystyle \oint _{C}-y\,dx+x\,dy}
可得：
{\displaystyle \int _{S}\left({\frac {\partial \left[x\right]}{\partial x}}-{\frac {\partial \left[-y\right]}{\partial y}}\right)\,dx\,dy=\int _{S}2\,dA}
等式的右面与路径所包围的面积成正比。等式的左面等于：
{\displaystyle \oint _{C}-y\,dx+x\,dy=\oint _{C}(-y,x)\cdot (dx,dy)}
积分表达式具有內積的形式，也就是说，它是从(dx, dy)到(-y, x)的投影的积分。向量(-y, x)与(x, y)是正交的，因为{\displaystyle (x,y)\cdot (-y,x)=(x)(-y)+(y)(x)=0}。

## 外部參考
- http://persweb.wabash.edu/facstaff/footer/Planimeter/HowPlanimetersWork.htm （页面存档备份，存于）
- http://www.mathematik.com/Planimeter/explanation.html （页面存档备份，存于）